# Necora
Necora is een monotypisch geslacht (bevat slechts één soort) van zwemkrabben.

## Soortenlijst
- Necora puber (Linnaeus, 1767) - fluwelen zwemkrab